# Жилинский, Станислав Эдуардович
Станислав Эдуардович Жилинский (8 мая 1932 — 23 марта 2009) — советский и российский юрист, доктор юридических наук, профессор, заслуженный деятель науки Российской Федерации.
Многие годы являлся экспертом по различным вопросам Государственной Думы Российской Федерации, активно участвовал в разработке законопроектов и их рецензировании. С 1995 г. — член научно-консультативного совета при Высшем Арбитражном Суде Российской Федерации.

## Работы
Опубликовал более ста научных работ общим объёмом свыше 200 п.л.; подготовил к защите десятки аспирантов и соискателей; многие годы является экспертом по различным вопросам Государственной Думы РФ; активно участвовал в разработке законопроектов и их рецензирования; с 1995 г. — член научно-консультативного совета при Высшем арбитражном Суде Российской Федерации; работая на стыке экономики, политики и права, многое сделал по выработке и обоснованию теоретических и практических рекомендаций, направленных на юридическое обеспечение экономических реформ; им обстоятельно исследованы правовые аспекты соотношения макро- и микро экономики, понятие и структура правовой основы предпринимательства, механизм правового регулирования предпринимательской деятельности; особое внимание уделено взаимосвязи экономики и права, роли государства в целом, государственных органов и органов местного самоуправления в становлении, функционировании в развитии предпринимательства, их взаимодействию с хозяйствующими субъектами; результаты научного творчества Жилинского С. Э. опубликованы в ряде монографий и статей, в том, числе учебнике `Предпринимательское право (правовая основа предпринимательской деятельности)` М. 2000 г., объёмом 42 п.л.;

## Награды и звания
- Заслуженный деятель науки Российской Федерации — Указ Президента РФ от 10.12.2001 № 1422 «О награждении государственными наградами Российской Федерации»